# Harmotom
Harmotom – minerał z gromady krzemianów, zaliczany do grupy zeolitów. Należy do grupy minerałów rzadkich.
Nazwa pochodzi od gr. harmos = szew i temnein (tome) = kroić, ciąć i nawiązuje do częstych zbliźniaczeń tego minerału.
 Znany jest od 1801 r. 

## Właściwości
Zazwyczaj tworzy kryształy o pokroju słupkowym, tabliczkowym, listewkowym. Przeważnie tworzy kryształy zbliźniaczone przyjmujące postać podobną powierzchownie do cech układu rombowego, tetragonalnego i regularnego lub mające charakter krzyżowy – utworzone z czterech przerastających się kryształów. Występuje w skupieniach sferolitycznych. Jest kruchy i przezroczysty, często zawiera potas.
Przy użyciu prostych metod nie da się odróżnić harmotomu od phillipsytu (phillipsyt nie występuje tylko w złożach kruszcowych). 

### Występowanie
Spotykany jest w pęcherzach pogazowych, pustkach skał wulkanicznych, w hydrotermalnych żyłach kruszcowych, w żwirach. W druzach zasadowych skał wylewnych. Współwystępuje ze stilbitem, heulandytem, brewsterytem, barytem. 
Miejsca występowania: Niemcy, Czechy, Norwegia, Szkocja, Kanada, USA.
W Polsce został stwierdzony na Dolnym Śląsku i w melafirch migdałowcowych w Kotlinie Kłodzkiej. 

### Zastosowanie
- ma znaczenie naukowe,
- poszukiwany i ceniony[przez kogo?] kamień kolekcjonerski.